# Rahiolisaurus gujaratensis
Il rahiolisauro (Rahiolisaurus gujaratensis) è un dinosauro carnivoro appartenente agli abelisauridi. Visse nel Cretaceo superiore (Maastrichtiano, circa 70 milioni di anni fa) e i suoi resti sono stati ritrovati in India.

## Descrizione
Questo dinosauro era piuttosto snello se rapportato ai suoi stretti parenti; il cranio doveva essere relativamente corto e armato di denti ricurvi e seghettati. Le zampe posteriori erano forti e lunghe, mentre quelle anteriori erano piuttosto corte, anche se decisamente più allungate rispetto a quelle degli altri abelisauridi. La lunghezza dell'intero animale doveva aggirarsi intorno agli otto metri.

## Classificazione
La specie Rahiolisaurus gujaratensis è stata descritta nel 2010 sulla base di uno scheletro scoperto molti anni prima e precedentemente attribuito a un altro dinosauro carnivoro poco noto, Indosuchus. Rahiolisaurus apparteneva agli abelisauridi, un gruppo di dinosauri carnivori tipici dei continenti meridionali, ma l'aspetto di questo animale era piuttosto differente da quello degli altri membri del gruppo, robusti e dalle zampe anteriori ipotrofiche.

## Stile di vita
Senza dubbio il rahiolisauro rappresentava uno dei massimi predatori del suo ambiente; negli stessi luoghi viveva un altro abelisauride, Rajasaurus narmadensis, dalle forme eccezionalmente pesanti. È possibile che questi due animali si fossero specializzati per cacciare prede di tipo diverso: Rajasaurus potrebbe essere stato un predatore di grandi dinosauri erbivori come i titanosauri, o forse un divoratore di carogne, mentre Rahiolisaurus doveva essere più adatto alla caccia di prede di dimensioni minori.